# Weihermühle (Abenberg)
Weihermühle (fränkisch: Waiamil) ist ein Gemeindeteil der Stadt Abenberg im Landkreis Roth (Mittelfranken, Bayern). Weihermühle liegt in der Gemarkung Dürrenmungenau.

## Geografie
Die ehemalige Einöde, die heute aus fünf Wohngebäuden besteht und mit dem nördlich gelegenen Pippenhof eine geschlossene Siedlung bildet, liegt am Fischbach, einem linken Zufluss der Fränkischen Rezat. 0,5 km südwestlich befindet sich das Dürrenmungenauer Holz. Eine Gemeindeverbindungsstraße führt über Fischhaus nach Dürrenmungenau (1 km nordöstlich) bzw. zur Bundesstraße 466 bei Wassermungenau (1 km südwestlich).

## Geschichte
Erstmals schriftlich erwähnt wurde der Ort 1732 als „Dürrenmungenauer Mühle“, später auch als „Fischmühle“, seit 1846 als „Weihermühle“.
Gegen Ende des 18. Jahrhunderts gehörte die Weihermühle zur Realgemeinde Dürrenmungenau. Die Mahlmühle hatte das Rittergut Dürrenmungenau der Freiherren von Kreß als Grundherrn. Unter der preußischen Verwaltung (1792–1806) des Fürstentums Ansbach erhielt die Weihermühle bei der Vergabe der Hausnummern die Nr. 42 des Ortes Dürrenmungenau. Von 1797 bis 1808 unterstand der Ort dem Justiz- und Kammeramt Windsbach.
Im Rahmen des Gemeindeedikts wurde Weihermühle dem 1808 gebildeten Steuerdistrikt Dürrenmungenau und der 1810 gebildeten Ruralgemeinde Dürrenmungenau zugewiesen. Am 1. Mai 1978 wurde diese im Zuge der Gebietsreform in Bayern in die Stadt Abenberg eingegliedert.

## Einwohnerentwicklung
| Jahr      | 001836 | 001840 | 001861 | 001871 | 001885 | 001900 | 001925 | 001950 | 001961 | 001970 | 001987 |
| Einwohner | 6      | 6      | 13     | 6      | 15     | 5      | 5      | 6      | 12     | 15     | *      |
| Häuser    | 2      | 2      |        |        | 2      | 1      | 1      | 1      | 3      |        | *      |
| Quelle    | [ 10 ] | [ 11 ] | [ 12 ] | [ 13 ] | [ 14 ] | [ 15 ] | [ 16 ] | [ 17 ] | [ 18 ] | [ 19 ] | [ 20 ] |

## Religion
Die Einwohner evangelisch-lutherischer Konfession sind nach St. Jakobus (Dürrenmungenau) gepfarrt, die Einwohner römisch-katholischer Konfession nach St. Jakobus (Abenberg).